# Roca Figuera
La Roca Figuera és una muntanya de 733 metres que es troba al municipi de les Avellanes i Santa Linya, a la comarca catalana de la Noguera.